# 희방사
희방사(喜方寺)는 대한민국 경상북도 영주시 풍기읍 수철리에 있는 사찰로, 소백산에 있다. 고운사(孤雲寺)의 말사이며, 643년 혹은 883년에 두운(杜雲)이 창건했다. 1850년에 불타 다시 지었으나, 한국 전쟁 도중 다시 불타 1954년에 재건했다. 약 3km 밖에 중앙선 희방사역이 있다.

## 현황
1568년(선조 1)에 새긴 《월인석보》 권1과 권2의 판목을 보관하고 있었지만, 한국전쟁으로 법당과 훈민정음 원판, 월인석보 판목 등이 소실되었다. 1953년에 중건해 지금의 모습에 이르고 있고, 경내에 희방사 동종(경북유형문화재 제226호)과 월인석보 책판을 보존하고 있다.

## 문화재
- 희방사동종(喜方寺銅鐘) - 경북유형문화재 제226호

## 이용 안내

### 이용료
- 개인 -
어른 : 2,000원
청소년,학생,군경 : 1,000원
어린이 : 600원

- 단체 -
어른 : 2,000원
청소년,학생,군경 : 900원
어린이 : 500원
(※ 단체 30인 이상)

### 주차 시설
소백산국립공원 희방주차장 이용